# Hero (álbum de Maren Morris)
Hero —en español: Héroe— es el primer álbum de estudio de la cantante country estadounidense Maren Morris. Fue lanzado el 3 de junio de 2016, a través de Columbia Nashville. El álbum es el primer lanzamiento de Maren bajo un sello importante y su cuarto en la general. El álbum de listado de la pista y el arte de la carátula fue lanzado el 14 de marzo de 2016.

## Lista de canciones
| N.º | Título                    | Escritor(es)                           | Duración |  |
| 1.  | «Sugar»                   | Maren Morris, Brett Tyler, Laura Veltz | 3:09     |  |
| 2.  | «Rich»                    | Morris, Veltz, Jessie Jo Dillon        | 3:28     |  |
| 3.  | «My Church»               | Morris, busbee                         | 3:17     |  |
| 4.  | «I Could Use a Love Song» | Morris, Veltz, Jimmy Robbins           | 3:15     |  |
| 5.  | «80's Mercedes»           | Morris, busbee                         | 3:32     |  |
| 6.  | «Drunk Girls Don't Cry»   | Morris, Barry Dean, Luke Laird         | 3:32     |  |
| 7.  | «How It's Done»           | Morris, busbee, Natalie Hemby          | 3:25     |  |
| 8.  | «Just Another Thing»      | Morris, Matt Dragstrem, Shane McAnally | 2:58     |  |
| 9.  | «I Wish I Was»            | Morris, Hemby, Ryan Hurd               | 4:00     |  |
| 10. | «Second Wind»             | Morris, McAnally, Chris DeStefano      | 3:19     |  |
| 11. | «Once»                    | Morris, busbee                         | 3:53     |  |

Target Deluxe edition

| N.º | Título               | Escritor(es)                        | Duración |  |
| 12. | «Bummin' Cigarettes» | Morris, Ian Fitchuk, Heather Morgan | 3:07     |  |
| 13. | «Company You Keep»   | Morris, Laird, McAnally             | 3:37     |  |
| 14. | «Space»              | Morris, Veltz, Brett Mikkelson      | 3:09     |  |